# Monastère de Kirti

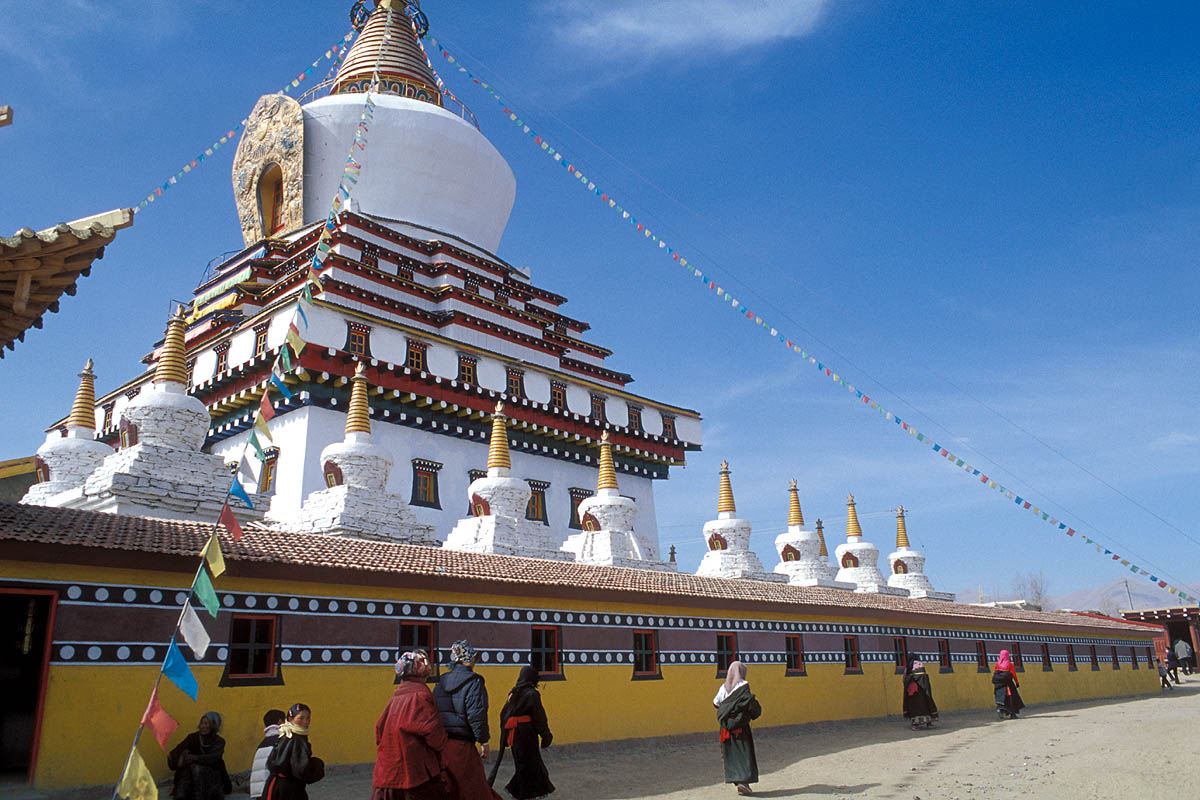
Le grand Chörten au Monastère de Kirti, Nagba, Amdo

Les Monastères de Kirti de l'école Gelugpa du bouddhisme tibétain sont situés à Taktsang Lhamo et à Ngaba dans la préfecture autonome tibétaine et qiang de Ngawa, dans la province du Sichuan, ainsi qu'à Dharamsala, en Inde.

## Histoire des monastères

### Fondation des deux principaux monastères
Le premier monastère de Kirti fondé par Kirti Rinpoché se trouvait à Gyelrang. Les deux principaux monastères de Kirti connus de nos jours sont Taktsang Lhamo à Dzoge fondé par le 5e Kirti Rinpoché et à Ngaba, dans le Sichuan (l'Amdo). Taktsang Lhamo fut entièrement détruit durant le révolution culturelle, était en cours de reconstruction en 1991, et est maintenant reconstruit. Disséminés dans la région, approximativement 30-40 monastères plus petits sont affiliés aux monastères de Kirti.

### Fondation d'un monastère en Inde par des Tibétains en exil

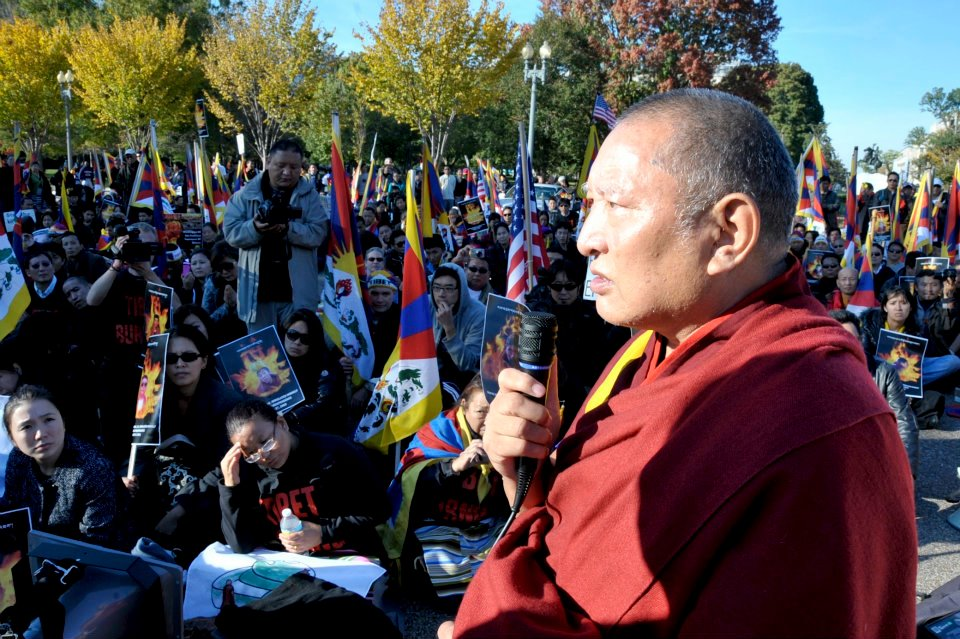
Kirti Rinpoché lors d'une manifestation à Washington en 2011

Lobsang Tenzin Jigme Yeshi Gyantso, l'actuel Kirti Rinpoché, a fondé un monastère de Kirti à Dharamsala, en Inde, en avril 1990.

### Fermeture d'une école affiliée au monastère en 1998
Une école affiliée au monastère de Kirti fut fermée en 1998. Cette école servait d'école primaire pour environ 500 jeunes moines du monastère. Elle était financée à la fois par le monastère et par le gouvernement. En août 1998, les autorités prirent le contrôle de l'école et y appliquèrent de nouvelles règles : enseignement en chinois sauf pour le cours de tibétain, uniforme scolaire au lieu de la toge de moine, suppression des contacts avec l'étranger, fin des subventions privées, stage de formation des instituteurs à l'histoire et la culture chinoises. Cette politique, qui visait les écoles financées par des associations caritatives étrangères ou par des abbés, fut appliquée dans toute la région.

### Arrestations des moines et mauvais traitements et fortes tensions en 2008-2009
Selon le Tibetan Centre for Human Rights and Democracy (TCHRD), en 2008, des manifestants tibétains pacifiques furent touchés par des tirs sans discernement de troupes armées, et au moins 8 morts furent apportés au Monastère de Kirti de Ngaba.
Selon Warren W. Smith Jr, le 16 mars 2008, des moines du monastère de Lhamo Kirti manifestèrent en brandissant des drapeaux tibétains et en criant des slogans réclamant l'indépendance, la liberté et le retour du dalaï-lama. Ils furent rejoints par des civils avec lesquels ils incendièrent 24 magasins et 81 véhicules. On estima le chiffre des dégâts équivalent à la totalité des rentrées fiscales du comté sur les dix dernières années. Des habitants affirmèrent que 18 Tibétains avaient été tués par les forces de sécurité chinoises à Ngaba : des photos des cadavres en furent envoyées à la presse étrangère à titre de preuve. La Chine n'y vit rien de concluant.
Selon Bruno Philip, journaliste au Monde qui a interrogé des sources locales à Ngaba (ch. Aba) en décembre 2008, le 16 mars, des moines du monastère de Kirti, ont manifesté. Plusieurs milliers de personnes se sont jointes et ont attaqué les boutiques chinoises et les policiers qui en retour ont tiré, tuant entre 8 et 20 personnes. Les cadavres de 7 ou 8 personnes portant des impacts de balles ont été portés par les manifestants au monastère de Kirti. Plusieurs centaines de moines ont été interpellés par la police puis relâchés.
Selon Free Tibet Campaign, fin septembre 2008, 50 moines de ce monastère ont été sévèrement battus par la police armée chinoise,.
Selon International Campaign for Tibet, le 27 février 2009, les autorités ont bloqué l'entrée des moines, et l'un d'entre eux portant un drapeau tibétain et la photo du Dalaï Lama s'est immolé avec de l'essence, et se serait effondré après que la police armée du peuple eut tiré des coups de feu.
Selon l’agence Chine nouvelle, un moine tibétain du monastère aurait avoué avoir inventé et propagé des rumeurs selon lesquelles la police locale avait abattu le moine qui s’était immolé par le feu. Il a admis qu'il avait menti pour « aggraver les troubles dans le but d'attirer l'attention de l'étranger ». Le lama qui a tenté de s'immoler par le feu est en traitement à l'hôpital.
Des photos ont été publiées sur Internet montrant le moine à terre entouré de policiers armés. De plus, selon le TCHRD, il a été demandé au moine de subir une amputation des deux jambes, probablement pour supprimer les preuves des coups de feu.

### Manifestations et immolations de 2011
La journaliste Ursula Gauthier indique qu'un  jeune moine, Rigzen Phuntsog, s'est immolé par le feu le 16 mars 2011 pour « protester contre l'occupation chinoise ». Selon des sources tibétaines « des policiers auraient éteint les flammes tout en le  rouant de coups de pied, ce qui aurait précipité sa mort ». Par  contre Pékin accuse « une action criminelle soigneusement organisée dans le but de déclencher des troubles ». À la suite de cette immolation, la ville de Kirti a « été le théâtre d'une révolte désespérée et d'une violente répression », deux personnes ont été tuées pour s'être opposées à des déplacements de camions emportant 300 moines vers une destination inconnue.
La police du comté de Aba (province du Sichuan) a déclaré que l'auto-immolation de Rigzin Puntsog était une affaire criminelle, méticuleusement préparée et visant à provoquer des troubles. Le 15 mars au soir, l'adolescent de 16 ans, accompagné d'un autre moine, avait acheté trois bouteilles d'essence et, le 16 au matin, annoncé qu'il allait s'immoler le jour même. Après le passage à l'acte, des moines le ramenèrent au monastère et l'y gardèrent pendant près de 11 heures si bien que, lorsqu'ils acceptèrent, après négociation, qu'on l'emmène à l'hôpital du comté, il mourut d'arrêt cardio-respiratoire. Le directeur de l'hôpital déclara que Rizgen Phuntsog était bien mort de ses brûlures et qu'aucune blessure due à une arme n'avait été décelée sur son corps, ajoutant qu'il aurait pu être sauvé s'il était arrivé plus tôt. Plusieurs bouddhas vivants, dont Jampel Gyabmotso, du monastère de Gomang, ont condamné le refus par le groupe de moines de laisser soigner la victime, le qualifiant de contraire à la doctrine bouddhiste, pour qui toute vie est sacrée.
Le 18 octobre 2011, le « bouddha vivant » Gyalton, vice-président de l'association bouddhiste de la province du Sichuan, a dénoncé la série d'immolations comme manifestation d'extrémisme nuisible au développement du bouddhisme. Il a qualifié le suicide de grave déviation par rapport aux principes du bouddhisme, et l'auto-immolation d'acte contre nature. Ces immolations causent, selon lui, effroi et répulsion et risquent d'amener petit à petit la population à perdre la foi.
En novembre 2011, le 14e dalaï-lama a dénoncé le génocide culturel au Tibet mené par la Chine comme étant à l'origine de la vague d'immolations de Tibétains.

### Affirmation du contrôle de l'État et menace de disparition du monastère
La journaliste Ursula Gauthier indique que le monastère de Kirti est « l'épicentre du mouvement ». Tsering Woeser affirme que ce monastère est menacé de disparition. Le 16 mars après l'immolation du moine Rigzen Phuntsog, 1 000 policiers ont encerclé les lieux. Les 2 500 moines du monastère devaient être soumis à une éducation patriotique. Les moines qui refusent de se soumettre à celle-ci disparaissent. Selon le journaliste Peter Lee, le gouvernement a implanté dans le monastère de Kirti un « comité de gestion démocratique » dépendant du bureau des affaires religieuses, afin d'y affirmer la suprématie du gouvernement sur l'establishment religieux  tibétain bouddhiste, rompre les liens entre le monastère et son rinpoché en exil à Dharamsala et contrôler les rapports entre le monastère et ses trente succursales monastiques dans la région.
Selon Samuel Ivor, le 6 mai 2011, des responsables chinois des affaires religieuses au sein du United Front Work Department de Ngaba vinrent au monastère et déclarèrent que plus de 1 200 membres de la communauté monastique de Kirti allaient être expulsés. Une liste des moines habitant ou fréquentant le monastère avait été préparée à cet effet. Plusieurs moines devaient partir le jour même d'après la liste placardée sur les murs. Répondant pacifiquement, les moines firent valoir que le monastère était leur chez-eux.
Selon Peter Lee, il semblerait que les effectifs du monastère soient passés de 2 500 à un millier en novembre 2011. Le gouvernement chinois proposerait des sommes d'argent aux moines expulsés de Kirti pour qu'ils se défroquent et renoncent à leurs vœux. Le journaliste Arnaud de La Grange estime pour sa part le nombre des moines restant à 600, nombre d'entre eux étant envoyés en « rééducation patriotique ». Harriet Beaumont, la porte parole de l'ONG Free Tibet confirme que les autorités chinoises imposent « un programme de rééducation patriotique » aux religieux. Ces derniers doivent alors « prêter serment d'allégeance à la République Populaire de Chine et renier le dalaï-lama ».
Selon Kirti Rinpoché, l'abbé du monastère, depuis le départ en camion militaire de 300 moines vers une destination inconnue le 21 avril 2011, de nouvelles règles ont été imposées au monastère comme l'interdiction de recruter de jeunes garçons pour en faire des moines et l'instauration d'un numerus clausus pour les moines, le tout sous la menace que la survie de l'établissement était entre les mains des moines.
Selon le journaliste Michael Bristow (BBC News, 4 octobre 2011), les deux communautés monastiques sœurs de Kirti, celle de la Chine et celle de l'Inde, sont en contact au moyen du téléphone portable. Des rapports émanant du monastère du Sichuan, sous surveillance policière et militaire, sont parvenus par le biais de ce réseau officieux existant entre les deux monastères. Cependant, le gouvernement en exil déclare avoir appris l'immolation de Kelsang Wangchuk en octobre 2011 par la presse, ce qui indique le caractère irrégulier de cette liaison.
En octobre 2011, deux journalistes de l'AFP réussirent à accéder à proximité du monastère. Ils constatèrent la présence de soldats « portant des fusils automatiques, des barres de fer affûtées et des extincteurs, ainsi que des véhicules de transport de troupes blindés quadrillaient ses rues ». La police confisqua une caméra et effaça des photographies des forces de l'ordre.